# Bầu cử tổng thống Venezuela 2018
Cuộc bầu cử tổng thống được tổ chức tại Venezuela vào ngày 20 tháng 5 năm 2018, với đương nhiệm Nicolás Maduro được bầu lại cho nhiệm kỳ sáu năm thứ hai. Được coi là một cuộc bầu cử nhanh chóng, ngày bầu cử ban đầu đã được lên kế hoạch vào tháng 12 năm 2018 nhưng sau đó đã được kéo về trước ngày 22 tháng 4 trước khi bị đẩy lùi về ngày 20 tháng 5. Một số nhà phân tích mô tả cuộc thăm dò như một cuộc bầu cử biểu diễn, với các cuộc bầu cử có tỷ lệ cử tri đi bầu thấp nhất trong kỷ nguyên dân chủ của đất nước.
Một số tổ chức phi chính phủ của Venezuela, như Foro Penal Venezolano, Súmate, Voto Joven, Đài quan sát bầu cử Venezuela và Mạng lưới bầu cử công dân, bày tỏ mối quan ngại của họ về sự bất thường của lịch bầu cử, bao gồm cả việc thiếu các cuộc bầu cử của Quốc hội. sự tham gia của các đảng chính trị đối lập và thiếu thời gian cho các chức năng bầu cử tiêu chuẩn.
Vì điều này, Liên minh châu Âu, Tổ chức các quốc gia châu Mỹ, Nhóm Lima và các quốc gia như Úc và Hoa Kỳ đã từ chối quá trình bầu cử. Tuy nhiên, các quốc gia như Trung Quốc, Cuba, Iran, Bắc Triều Tiên, Nga, Syria, Thổ Nhĩ Kỳ và các quốc gia khác đã công nhận kết quả bầu cử.
Hai ứng cử viên hàng đầu phản đối Maduro, Henri Falcón và Javier Bertucci, đã bác bỏ kết quả này, nói rằng cuộc bầu cử đã bị chỉ trích nghiêm trọng bởi sự bất thường và Bertucci yêu cầu lặp lại cuộc bầu cử mà không có Maduro. Tuy nhiên, Bertucci đã nhận ra kết quả sau đó, duy trì sự chỉ trích về các chiến thuật được sử dụng bởi chính phủ. Maduro đã được khánh thành vào ngày 10 tháng 1 năm 2019. Trong những năm sau đó, Hoa Kỳ cùng với một số quốc gia khác đã công nhận Chủ tịch Quốc hội Juan Guaidó là Tổng thống Venezuela hợp pháp sau khi bắt đầu cuộc khủng hoảng tổng thống Venezuela 2019, một phần do lo ngại tính hợp pháp của cuộc bầu cử năm 2018.